# Thommy Svensson
Thommy Svensson, född 1949, är en svensk historiker.
Thommy Svensson disputerade i historia vid Göteborgs universitet 1983 med en avhandling om lönepolitik, fackföreningar och rationaliseringar inom svensk varvsindustri under 1900-talet. Han tjänstgjorde vid Universitetet i Bergen 1989  och var chef för Nordiska institutet för Asienstudier vid Köpenhamns universitet (NIAS) 1990–97 och prefekt för Historiska institutionen vid Göteborgs universitet 1997–99. Åren 1999–2002 var han överintendent och chef för Statens museer för världskultur.
Hans huvudområde är modern europeisk och östasiatisk historia.